# Bila, Ciortkiv
Bila (în ucraineană Біла) este o comună în raionul Ciortkiv, regiunea Ternopil, Ucraina, formată numai din satul de reședință.

## Demografie
Componența lingvistică a comunei Bila
     Ucraineană (99,72%)
     Alte limbi (0,28%)
Conform recensământului din 2001, majoritatea populației comunei Bila era vorbitoare de ucraineană (99,72%), existând în minoritate și vorbitori de alte limbi.